# Bernd Dreher
Bernd Dreher (* 2. November 1966 in Opladen, heute zu Leverkusen) ist ein ehemaliger deutscher Fußballtorwart und Torwarttrainer.

## Karriere
Bernd Dreher begann fünfjährig beim Leverkusener Stadtteil-Verein SV Schlebusch mit dem Fußballspielen, wechselte neunjährig in die Jugendabteilung von Bayer 04 Leverkusen und rückte – dem Jugendalter entwachsen – in die zweite und nach nur einer Saison in die erste, in der Bundesliga spielende Mannschaft auf.
In seiner ersten Profisaison 1986/87 bestritt er fünf Bundesligaspiele, wobei er am 11. April 1987 (24. Spieltag) beim 1:1-Unentschieden im Auswärtsspiel gegen den 1. FC Kaiserslautern sein Debüt gab. Nach drei weiteren Spielzeiten mit nur vier Einsätzen wechselte er zum Ligakonkurrenten Bayer 05 Uerdingen, dem Stadtteil-Verein aus Krefeld. Nach 34 absolvierten Spielen und Platz 17 stand der Abstieg in die 2. Bundesliga Nord fest. Nach einjähriger Abstinenz gelang der Aufstieg zur Saison 1992/93. Nach erneutem Abstieg am Saisonende gelang ein Jahr später der Wiederaufstieg – allerdings nur für zwei Spielzeiten. Eine dritte Spielzeit in der Zweitklassigkeit wollte Dreher nun nicht mehr ableisten und wechselte zur Saison 1996/97 zum FC Bayern München.
Als Ersatztorhüter für Oliver Kahn verpflichtet, kam er erst in der dritten Saison zu vier Spielen; bis 2003 folgten noch sieben in der Erstliga- und zwei in der Drittliga-Mannschaft. Als Teil der Mannschaft kam er allerdings – wenn auch nur sporadisch eingesetzt – zu zahlreichen Titeln. Obwohl er seine Karriere als aktiver Fußballer 2003 beendet hatte und fortan als Torwarttrainer aktiv war, wurde er zur Saison 2005/06 reaktiviert und bestritt aufgrund einer Verletzung von Kahn am 1. Oktober 2005 (8. Spieltag) beim 2:0-Sieg im Heimspiel gegen den VfL Wolfsburg ein Bundesligaspiel. Die Tätigkeit als Torwarttrainer (unter Sepp Maier) – Dreher war auch in den folgenden beiden Spielzeiten bei den Bayern unter Vertrag – wurde fortgeführt. Sein letztes Pflichtspiel – im Alter von 40 Jahren, 6 Monaten und 17 Tagen – am 19. Mai 2007 (34. Spieltag) beim 5:2-Sieg im Heimspiel gegen den 1. FSV Mainz 05 machte ihn zum fünftältesten in der Bundesliga bis zu diesem Zeitpunkt eingesetzten Spieler. In der Saison 2007/08 gehörte er offiziell noch zum Kader, kam allerdings zu keinem Einsatz mehr. Die Spielzeit war auch seine letzte als Torwarttrainer; mit Antritt des neuen Trainers Jürgen Klinsmann verließ Dreher den Betreuerstab. Mit Beginn der Saison 2009/10 nahm Dreher die Torwarttrainertätigkeit beim Bundesligisten FC Schalke 04 unter Trainer Felix Magath wahr – als Nachfolger von Oliver Reck, dessen Vertrag nicht verlängert wurde. Am 20. März 2011 saß er nach der Entlassung von Chef-Trainer Magath und Co-Trainer Bernd Hollerbach für ein Spiel übergangsweise als Co-Trainer von Interimstrainer Seppo Eichkorn auf der Bank der Schalker. Am 4. Juli 2012 wurde die Auflösung seines Vertrages bekanntgegeben.
Von Januar 2017 bis August 2018 arbeitete er als Torwarttrainer beim bulgarischen Klub Ludogorez Rasgrad.
Dreher absolvierte 153 Erstliga- (131 für Bayer 05 Uerdingen, 13 für den FC Bayern München, 9 für Bayer 04 Leverkusen) und 70 Zweitligaspiele (alle für Bayer 05 Uerdingen).

## Erfolge
- Weltpokal-Sieger 2001 (ohne Einsatz)
- Champions-League-Sieger 2001 (ohne Einsatz)
- UEFA-Pokal-Sieger 1988 (ohne Einsatz)
- Deutscher Meister 1997 (ohne Einsatz), 1999, 2000, 2001, 2003 (ohne Einsatz), 2006, 2008 (ohne Einsatz)
- DFB-Pokal-Sieger 1998, 2000, 2003, 2006, 2008 (alle ohne Einsatz)
- Ligapokal-Sieger 1997, 1998, 1999, 2000, 2007 (außer 1999 ohne Einsatz)
- Zweiter der A-Juniorenmeisterschaft 1985
- Bulgarischer Meister 2018/19 (als Torwarttrainer)

## Sonstiges
Dreher galt als Aktiver als technisch versierter Fußballspieler, was für einen Torhüter nicht selbstverständlich ist. So wurde er von Felix Magath in Testspielen als Stürmer eingesetzt. Auch im „FC Bayern Allstar-Team“ spielte Dreher bis 2008 sowohl als Torhüter als auch als Angreifer. Seit 2009 ist er nicht mehr im Allstar-Kader.